# 坂井榮八郎
坂井 榮八郎（さかい えいはちろう、1935年5月19日 - ）は、日本の歴史学者。東京大学名誉教授。専門は西洋近代史、ドイツ史。

## 来歴
千葉県生まれ。1955年武蔵中学校・高等学校卒業、1959年東京大学文学部西洋史学科卒業、1962年-65年西ドイツのマールブルク大学に留学。67年東京大学教養学部助教授（ドイツ語）、教授、85年定年退官、名誉教授、聖心女子大学教授。

## 著作

### 単著
- Der kurhessiche Bauer im 19. Jahrhundert und die Grundlastenablösung, 1967.
- 『ドイツ歴史の旅』（朝日新聞社［朝日選書］、1986年、増補1993年）
- 『ゲーテとその時代』（朝日新聞社［朝日選書］、1996年）
- 『ドイツ近代史研究――啓蒙絶対主義から近代的官僚国家へ』（山川出版社、1998年）
- 『ヒストリカル・ガイド：ドイツ・オーストリア』（山川出版社、1999年）
- 『ドイツ史10講』（岩波書店［岩波新書］、2003年）
- 『ユストゥス・メーザーの世界』（刀水書房、2005年）
- 『ドイツの歴史百話』（刀水書房、2012年）

### 共著
- （保坂一夫）共編『ヨーロッパ=ドイツへの道――統一ドイツの現状と課題』（東京大学出版会、1996年）
- （成瀬治・山田欣吾・木村靖二）『世界歴史大系 ドイツ史<２> 1648～1890年』（山川出版社、1996年）

### 翻訳
- F. ハルトゥング（成瀬治共訳）『ドイツ国制史 15世紀から現代まで』（岩波書店、1980年）
- スティーブン・ベラー（川瀬美保共訳）『フランツ・ヨーゼフとハプスブルク帝国』（刀水書房、2001年）
- トーマス・ニッパーダイ『ドイツ史を考える』（山川出版社、2008年）